# Еремсек
Еремсек, също еремчек, е традиционен млечен продукт от башкирската кухня.

## Начин на приготвяне
Еремсек се приготвя от обезмаслено или пълномаслено кисело или ферментирало краве или козе мляко. В млякото се слага малко квас от айрян, катък или мътеница и се оставя да заври.
Получената пресечена маса се прецежда през сито и се окачва в платнена торба или се поставя под налягане.
Еремсек се приготвя и на пещ.
Сухият еремсек за дългосрочно съхранение се приготвя, както следва: изварената маса се вари, докато течността се изпари напълно. Към получената извара с червеникав цвят се добавят прясно или разтопено масло, захар или мед; в някои райони на Башкирия се добавят плодове – домашни или горски ягоди, череши, касис, вишни и т.н.
Преди сервиране еремсекът се подправя със заквасена сметана, сметана, мед и захар. Използва се като пълнеж при приготвянето на вареники, губадия, кюстибя и др.
Процентното количество на мазнините в продукта е 20,0%, водата – 18,0%, протеините – 16,8%, въглехидратите – 40,3%. Киселинността е не повече от 80oT. Енергийната стойност на еремсека е 400,4 kcal.